# 诺伊西茨
诺伊西茨是德国巴伐利亚州的一个市镇。总面积13.78平方公里，总人口2021人，其中男性990人，女性1031人（2011年12月31日），人口密度147人/平方公里。